# درد (ترانه پینک‌پانترس)
«درد» (به انگلیسی: Pain) ترانه‌ای از خوانندهٔ بریتانیایی پینک‌پانترس می‌باشد که در ۷ ژوئن سال ۲۰۲۱ از سوی الکترا و پارلفون رکوردز به‌عنوان دومین تک‌آهنگ از نخستین میکس‌تیپ وی تحت عنوان به درک منتشر گردید.